# 劉如寵
劉如寵（1555年—？），字介卿，號應沙，湖廣黃州府蘄州人，軍籍，明朝政治人物。

## 生平
萬曆七年己卯科湖廣鄉試第十九名，萬曆八年（1580年）庚辰科會試第二百六十名，登三甲第十二名進士。户部觀政，本年授怀庆府推官，十三年升南京大理寺评事，十五年升南京户部主事，十七年升员外郎，本月升郎中，丁憂归乡。二十一年复除本部，升河间知府，二十三年调開封府，二十六年丁憂归乡。二十九年补淮安知府，三十年升潁州副使，三十二年考察致仕。

## 家族
曾祖劉鎮；祖父劉廷輔，曾任省祭官；父劉峩，增广生。母鄧氏。